# Heinz Schreiter (Grafiker)
Heinz Paul Schreiter (* 1. September 1908 in Dresden; † 18. Januar 1973 ebenda) war ein deutscher Grafiker und Drucker.

## Leben

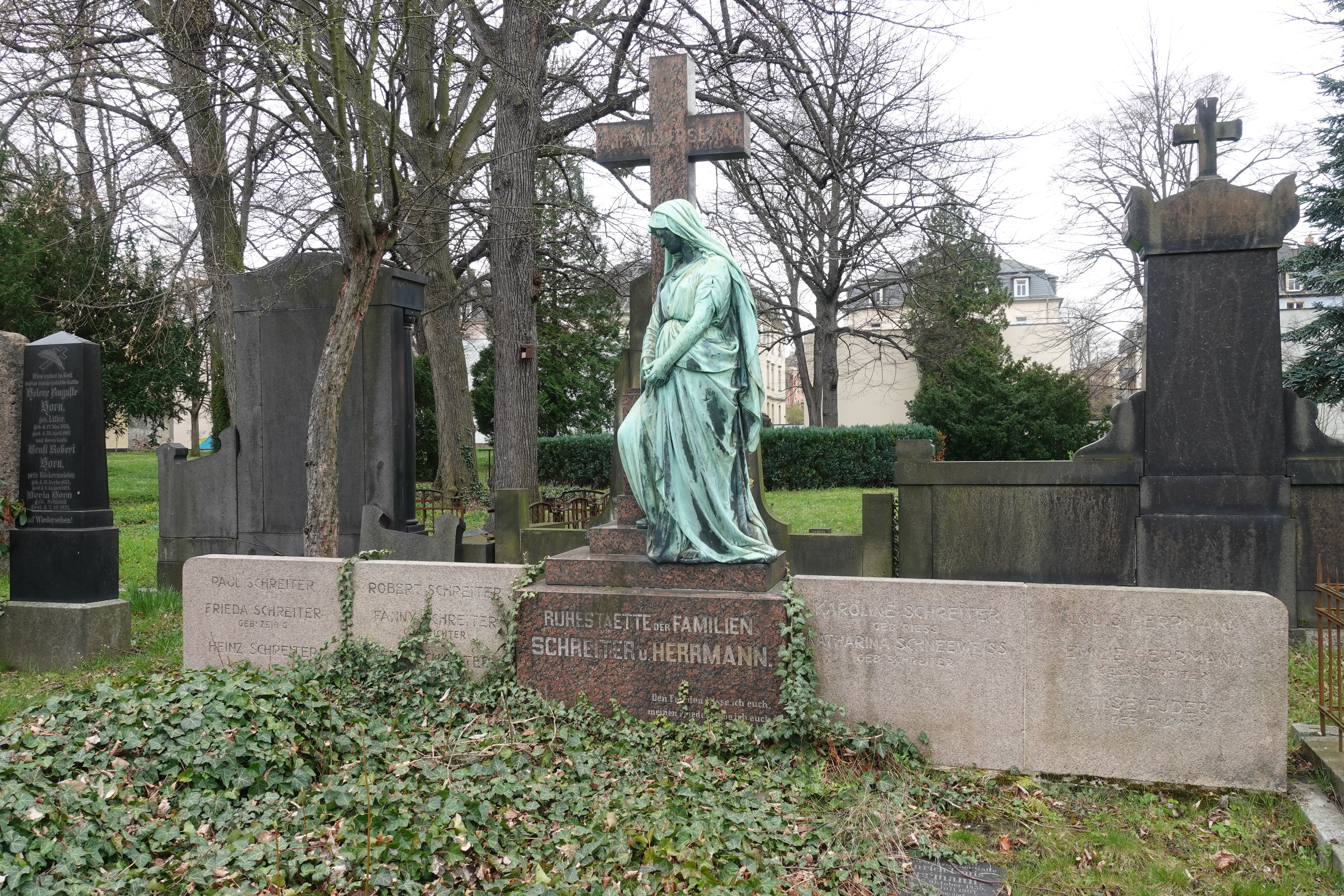
Grab von Heinz Schreiter auf dem Neuen Annenfriedhof

Schreiter machte von 1924 bis 1928 eine Lehre als Feinmechaniker und absolvierte von 1931 bis 1935 ein Studium an der Kunstakademie Dresden u. a. bei Georg Lührig, Richard Guhr und Rudolf Schramm-Zittau. Danach arbeitete er in Dresden als freischaffender Künstler. Von 1939 bis 1945 nahm er als Soldat der Wehrmacht am Zweiten Weltkrieg teil. Nach der Kriegsgefangenschaft ging er 1945 wieder nach Dresden und arbeitete wieder als Grafiker. Seit 1947 war er verheiratet mit der Dresdner Grafikerin und Malerin Elly, geborene Thamm. Von 1953 bis 1959 hatte er eine Dozentur für grafische Techniken an der Arbeiter-und-Bauern-Fakultät der Hochschule für Bildende Künste Dresden.
Als Dresdner Künstler, besonders Werner Wittig, Claus Weidensdorfer, Herta Günther, Horst Jockusch wie auch das Ehepaar Schreiter geeignete Arbeitsräume und die entsprechende technische Ausstattung mit Druckpressen suchten, um Druckgrafik produzieren zu können, erklärte sich die Ortsgruppe des Verbandes Bildender Künstler (VBK) bereit, eine „Grafikwerkstatt“ als Selbsthilfeprojekt der Künstler zu unterstützen. Die Druckwerkstatt des VBK in der Blasewitzer Goetheallee 26 wurde im Jahr 1958 gegründet und stand zunächst unter der Leitung von Werner Wittig. Nach dessen Rückzug übernahmen Heinz und Elly Schreiter 1961 den Ausbau des Projektes und die Leitung der Werkstatt. Heinz Schreiter verstarb 1973 und wurde auf dem Neuen Annenfriedhof beigesetzt. Im Jahr 1979 wurde die Druckwerkstatt durch Brandstiftung vernichtet, Elly Schreiter richtete sie in der Berliner Straße 26 wieder ein. Die Druckerei war neben der Druckerei der Hochschule für Bildende Künste Dresden die wohl wichtigste Steindruckerei Dresdens.

## Werke (Auswahl)
- Peter Baschow:  Der Schlüssel der Erde. Legende aus dem Ural. Illustrationen Heinz Paul Schreiter. Ohne Ort und Druck, 1949. (Folge mit 10 monogrammierten Original-Radierungen von H. P. Schreiter auf Tafeln, dazu 4 Blatt Text. Tafeln 30 × 21 cm. Text 42 × 29 cm.)[2]
- Politische Karikatur ‚08/15.‘ 1956, Lithografie, 43 × 57 cm (Blatt)[3]
- DDR/BR. 1957, Lithografie[4]
- Neues Bauen. 1955, Lithografie[4]
- Hochdekorierter General. 1957, Farblithografie[4]
- Blumenstrauß in blauer Vase. 1963, Farblithografie in 4 Farben, 52 × 42,3 cm (Darstellung), 58 × 48 cm (Stein), 63,2 × 50 cm (Blatt)[5]
- Mädchen mit Blume. Farblithografie, Kreide- & Pinsellithografie, 21,0 × 15,0 cm (Darstellung), von Elly & Heinz Paul Schreiter[5]
- Mädchen am Fenster, Lithografie; Staatliche Kunstsammlungen Dresden[6]

## Ausstellungen (unvollständig)

### Einzelausstellungen
- 1980: Dresden, Galerie Kunst der Zeit (Frühe Werke)

### Ausstellungsbeteiligungen
- 1953: Berlin, Pergamonmuseum („Junge Grafik“)
- 1969: Berlin („Grafik in der DDR“)
- 1974: Dresden, Bezirkskunstausstellung
- 1975: Schwerin, Staatliches Museum („Farbige Grafik in der DDR“)